# Lista över avsnitt av De vilda djurens flykt
Detta är en lista över avsnitt av De vilda djurens flykt. Sammanlagt producerades 39 avsnitt, som ursprungligen sändes i BBC mellan 1993 och 1995.

## Säsonger
| Säsong | Avsnitt | Sändningsdatum (Storbritannien)      |
| ------ | ------- | ------------------------------------ |
| 1      | 13      | 6 januari 1993 - 31 mars 1993        |
| 2      | 13      | 7 januari 1994 - 30 mars 1994        |
| 3      | 13      | 28 september 1995 - 21 december 1995 |

### Säsong 1
| Nr | Titel                              | Regissör                                               | Översättare    | Sändningsdatum   |
| -- | ---------------------------------- | ------------------------------------------------------ | -------------- | ---------------- |
| 1  | "Vi lämnar Gamla Skogen"           | Monica Forsberg, Philippe LeClerc & Elphin Lloyd-Jones | Per-Arne Ehlin | 6 januari 1993   |
| 2  | "Resan börjar"                     | Monica Forsberg, Philippe LeClerc & Elphin Lloyd-Jones | Per-Arne Ehlin | 13 januari 1993  |
| 3  | "Genom eld och vatten"             | Monica Forsberg, Philippe LeClerc & Elphin Lloyd-Jones | Per-Arne Ehlin | 20 januari 1993  |
| 4  | "Skenet bedrar"                    | Monica Forsberg, Philippe LeClerc & Elphin Lloyd-Jones | Per-Arne Ehlin | 27 januari 1993  |
| 5  | "Se upp för fällor!"               | Monica Forsberg, Philippe LeClerc & Elphin Lloyd-Jones | Per-Arne Ehlin | 3 februari 1993  |
| 6  | "Vem blir ledare?"                 | Monica Forsberg, Philippe LeClerc & Elphin Lloyd-Jones | Per-Arne Ehlin | 10 februari 1993 |
| 7  | "Nya vänner och gamla ovänner"     | Monica Forsberg, Philippe LeClerc & Elphin Lloyd-Jones | Per-Arne Ehlin | 17 februari 1993 |
| 8  | "Vänner i nöd"                     | Monica Forsberg, Philippe LeClerc & Elphin Lloyd-Jones | Per-Arne Ehlin | 24 februari 1993 |
| 9  | "Visslaren berättar"               | Monica Forsberg, Philippe LeClerc & Elphin Lloyd-Jones | Per-Arne Ehlin | 3 mars 1993      |
| 10 | "Mellan två onda ting"             | Monica Forsberg, Philippe LeClerc & Elphin Lloyd-Jones | Per-Arne Ehlin | 10 mars 1993     |
| 11 | "Dödligt lugnt"                    | Monica Forsberg, Philippe LeClerc & Elphin Lloyd-Jones | Per-Arne Ehlin | 17 mars 1993     |
| 12 | "Total förvirring"                 | Monica Forsberg, Philippe LeClerc & Elphin Lloyd-Jones | Per-Arne Ehlin | 24 mars 1993     |
| 13 | "Så nära, men ändå så långt ifrån" | Monica Forsberg, Philippe LeClerc & Elphin Lloyd-Jones | Per-Arne Ehlin | 31 mars 1993     |

### Säsong 2
| Nr | Titel                        | Regissör                                               | Översättare     | Sändningsdatum   |
| -- | ---------------------------- | ------------------------------------------------------ | --------------- | ---------------- |
| 14 | "Hjältarna välkomnas"        | Monica Forsberg, Philippe LeClerc & Elphin Lloyd-Jones | Lasse Torefeldt | 7 januari 1994   |
| 15 | "Vinter"                     | Monica Forsberg, Philippe LeClerc & Elphin Lloyd-Jones | Lasse Torefeldt | 14 januari 1994  |
| 16 | "Överlevnad"                 | Monica Forsberg, Philippe LeClerc & Elphin Lloyd-Jones | Lasse Torefeldt | 21 januari 1994  |
| 17 | "Nya fiender"                | Monica Forsberg, Philippe LeClerc & Elphin Lloyd-Jones | Lasse Torefeldt | 28 januari 1994  |
| 18 | "Tjuvskyttar"                | Monica Forsberg, Philippe LeClerc & Elphin Lloyd-Jones | Lasse Torefeldt | 4 februari 1994  |
| 19 | "Hemlängtan"                 | Monica Forsberg, Philippe LeClerc & Elphin Lloyd-Jones | Lasse Torefeldt | 11 februari 1994 |
| 20 | "Fejden börjar"              | Monica Forsberg, Philippe LeClerc & Elphin Lloyd-Jones | Lasse Torefeldt | 18 februari 1994 |
| 21 | "Sådan far, sådan son"       | Monica Forsberg, Philippe LeClerc & Elphin Lloyd-Jones | Lasse Torefeldt | 25 februari 1994 |
| 22 | "Nära ögat"                  | Monica Forsberg, Philippe LeClerc & Elphin Lloyd-Jones | Lasse Torefeldt | 4 mars 1994      |
| 23 | "Skuggor"                    | Monica Forsberg, Philippe LeClerc & Elphin Lloyd-Jones | Lasse Torefeldt | 11 mars 1994     |
| 24 | "Uppbrott"                   | Monica Forsberg, Philippe LeClerc & Elphin Lloyd-Jones | Lasse Torefeldt | 18 mars 1994     |
| 25 | "Blod är tjockare än vatten" | Monica Forsberg, Philippe LeClerc & Elphin Lloyd-Jones | Lasse Torefeldt | 25 mars 1994     |
| 26 | "Försoning"                  | Monica Forsberg, Philippe LeClerc & Elphin Lloyd-Jones | Lasse Torefeldt | 30 mars 1994     |

### Säsong 3
| Nr | Titel                        | Regissör                                               | Översättare   | Sändningsdatum    |
| -- | ---------------------------- | ------------------------------------------------------ | ------------- | ----------------- |
| 27 | "Kommanden och gåenden"      | Monica Forsberg, Philippe LeClerc & Elphin Lloyd-Jones | Tommy Halldén | 28 september 1995 |
| 28 | "Ut och omkring"             | Monica Forsberg, Philippe LeClerc & Elphin Lloyd-Jones | Tommy Halldén | 5 oktober 1995    |
| 29 | "Vatten, vatten"             | Monica Forsberg, Philippe LeClerc & Elphin Lloyd-Jones | Tommy Halldén | 12 oktober 1995   |
| 30 | "Den försvunna rävens vän"   | Monica Forsberg, Philippe LeClerc & Elphin Lloyd-Jones | Tommy Halldén | 19 oktober 1995   |
| 31 | "Bråk och temperament"       | Monica Forsberg, Philippe LeClerc & Elphin Lloyd-Jones | Tommy Halldén | 26 oktober 1995   |
| 32 | "Äventyr för fåglarna"       | Monica Forsberg, Philippe LeClerc & Elphin Lloyd-Jones | Tommy Halldén | 2 november 1995   |
| 33 | "Den långsvansade besökaren" | Monica Forsberg, Philippe LeClerc & Elphin Lloyd-Jones | Tommy Halldén | 9 november 1995   |
| 34 | "Vettskrämd av ormar"        | Monica Forsberg, Philippe LeClerc & Elphin Lloyd-Jones | Tommy Halldén | 16 november 1995  |
| 35 | "Ett större nöff"            | Monica Forsberg, Philippe LeClerc & Elphin Lloyd-Jones | Tommy Halldén | 23 november 1995  |
| 36 | "Mullvadsspelet"             | Monica Forsberg, Philippe LeClerc & Elphin Lloyd-Jones | Tommy Halldén | 30 november 1995  |
| 37 | "Den värsta typen av orkan"  | Monica Forsberg, Philippe LeClerc & Elphin Lloyd-Jones | Tommy Halldén | 7 december 1995   |
| 38 | "Hemåt"                      | Monica Forsberg, Philippe LeClerc & Elphin Lloyd-Jones | Tommy Halldén | 14 december 1995  |
| 39 | "Bullen-Bullen-Bullen"       | Monica Forsberg, Philippe LeClerc & Elphin Lloyd-Jones | Tommy Halldén | 21 december 1995  |

## VHS/DVD-tillgänglighet
De klassiska VHS-titlarna av serien som släpptes via BBC Video var totalt nio stycken och bestod av flera förenade avsnitt för att skapa fullständiga samlingsvolymer. På grund av tidsbegränsningen på varje kassett var ett flertal sekvenser från originalavsnitten bortklippta. De scener som var bortklippta från säsong ett på VHS inkluderade scenen då Räv konfronterar Tom Griggs hund, hans konversation och avtal med stadskatten, när han dödar ett flertal möss och scenen vid simbassängen. 

### DVD-utgåvor
Säsong ett kom ut på DVD i Frankrike i februari, 2009, och i Tyskland kom den ut den 25 september samma år. Säsong två släpptes i Tyskland den 27 maj 2011. I Tyskland släpptes DVD:n både på tyska och på engelska. Säsong tre har också släppts i Tyskland.

### VHS-utgåvor
VHS-titlarna släpptes som följande:
- Vol. 1: "Resan börjar"
- Vol. 2: "Från skogsdunge till berättelse"
- Vol. 3: "Mot Vit hjort-parken"
- Vol. 4: "Vinterns utmaning"
- Vol. 5: "Vänner & ovänner"
- Vol. 6: "Nya begynnelser"
- Vol. 7: "Nya faror"
- Vol. 8: "Invasionen av råttorna"
- Vol. 9: "Vandrarnas återkomst"

'Nya begynnelser' var den första videon att få ett 'PG'-certifikat från BBFC, i huvudsak var det på grund av den våldsamma striden mellan Räv och Enöga och de många dödsfallen trots att innehållet inte var mycket mer grafiskt än tidigare volymer. 
År 1996 släpptes en till utgåva som var benämnd "Tre berättelser" vilken innehöll 'Paddas berättelse', 'Grävlings berättelse' och 'Rävs berättelse'. Utgåvan var sammanställd av säsong ett och två.
Individuella avsnitt släpptes även på VHS som del av promotionen av magasinet 'Gamla skogsvänner'.

### Fotnoter
1. ↑  ”The Animals of Farthing Wood” (på engelska). TV.Com. Arkiverad från originalet den 28 maj 2017. https://web.archive.org/web/20170528230723/http://www.tv.com/shows/the-animals-of-farthing-wood/. Läst 26 januari 2017.